# 아넷 가든스 FC
아넷 가든스 FC(영어: Arnett Gardens Football Club)는 자메이카의 축구 클럽으로 수도 킹스턴을 연고로 하고 있으며 현재 자메이카의 최상위 리그인 자메이카 프리미어리그에 참가하고 있다.

## 우승 경력
- 자메이카 프리미어리그

● 우승 (5): 1977-78, 2000-01, 2001-02, 2014-15, 2016-17
● 준우승 (4): 1990-91, 1992-93, 1996-97, 2002-03
- JFF 챔피언스컵

● 준우승 (1): 1995-96
- KSAFA 재키 벨 녹아웃 컴페티션

● 우승 (7): 1989-90, 1991-92, 1994-95, 1998-99, 2004-05, 2011-12, 2015-16
● 준우승 (2): 2002-03, 2010-11
- 카리브 클럽 챔피언십

● 준우승 (2): 2002, 2018